# Expo 98

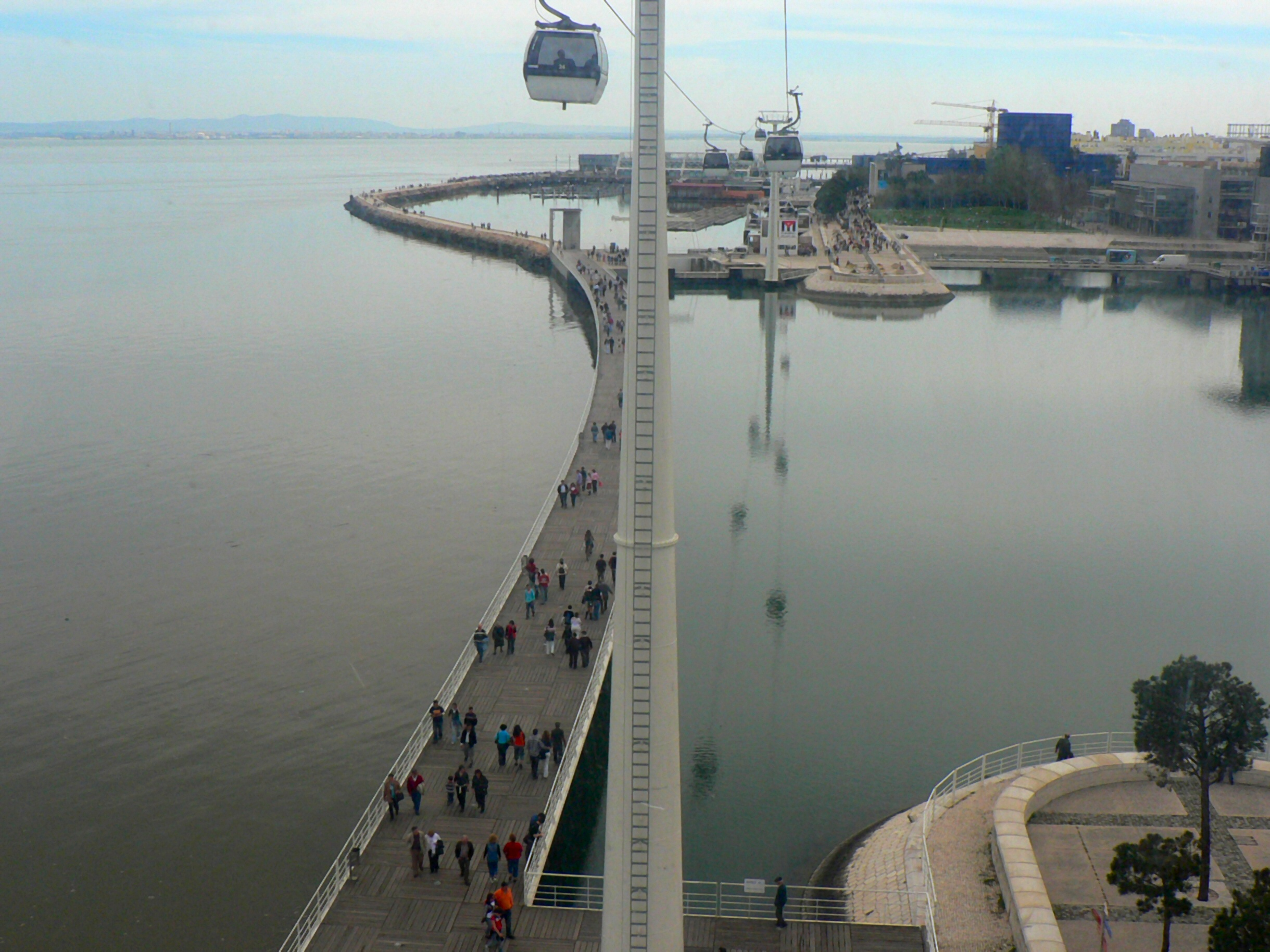
Linbanan

Expo 98 var en världsutställning i Lissabon 1998. Utställningen innehöll bland annat en 30 meter hög linbana som gick tvärs över området. 
Utställningen invigdes 21 maj 1998, med fyrverkerier och musik, medan laserljus lyste upp natthimlen. I samband med utställningen invigdes också Vasco da Gama-bron i mars samma år.

## Utställningar
- Finlands isbana och finlandsfärja
- Sveriges äggklot som symboliserade årstiderna

### Fotnoter
1. ↑  ”Expo '98 off to a bang” (på engelska). BBC. 22 maj 1998. http://news.bbc.co.uk/2/hi/europe/98493.stm. Läst 24 augusti 2019.
2. ↑  ”Portugal celebrates opening of giant bridge” (på engelska). BBC. 29 mars 1998. http://news.bbc.co.uk/2/hi/europe/71209.stm. Läst 24 augusti 2019.